# بطولة العالم لألعاب القوى 2015
بطولة العالم لألعاب القوى 2015 هي البطولة الـ15 لبطولة العالم لألعاب القوى، اقيمت المنافسات في بكين  الصين وكانت أكبر حدث رياضي في ملعب بكين الوطني مقرا لها والمعروف أيضا ب«عش الطائر» منذ ألعاب الأولمبياد الصيفية سنة 2008.

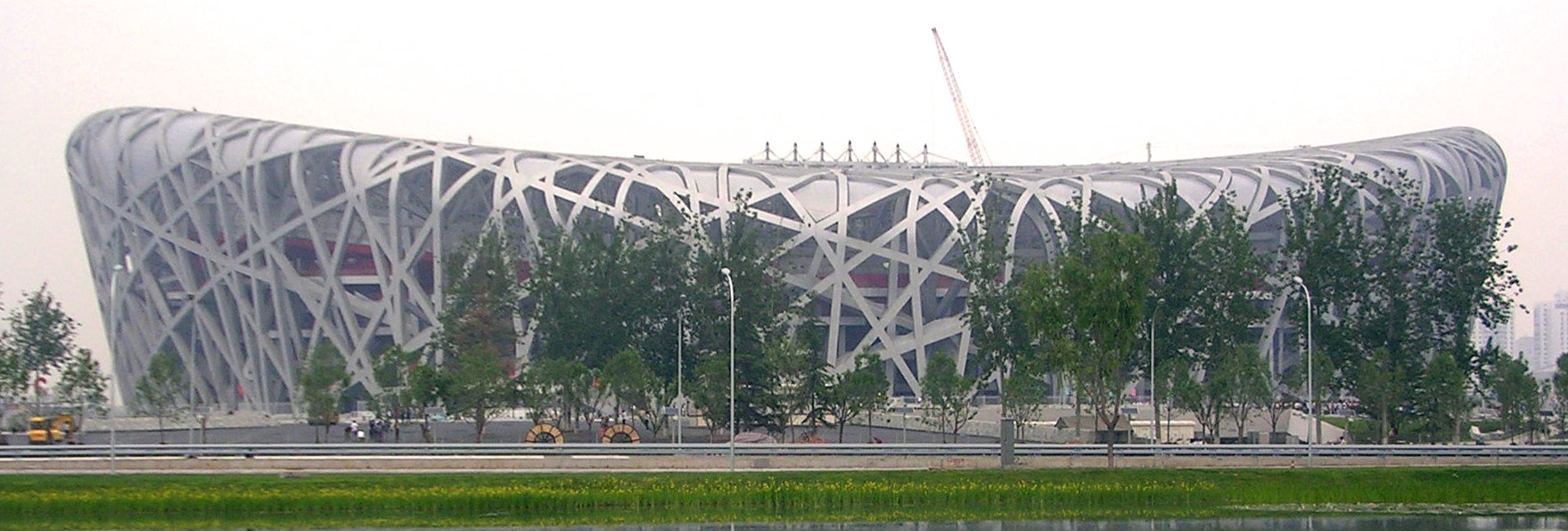
ستاد عش الطائر في بكين